# Dwars door Vlaanderen 1948

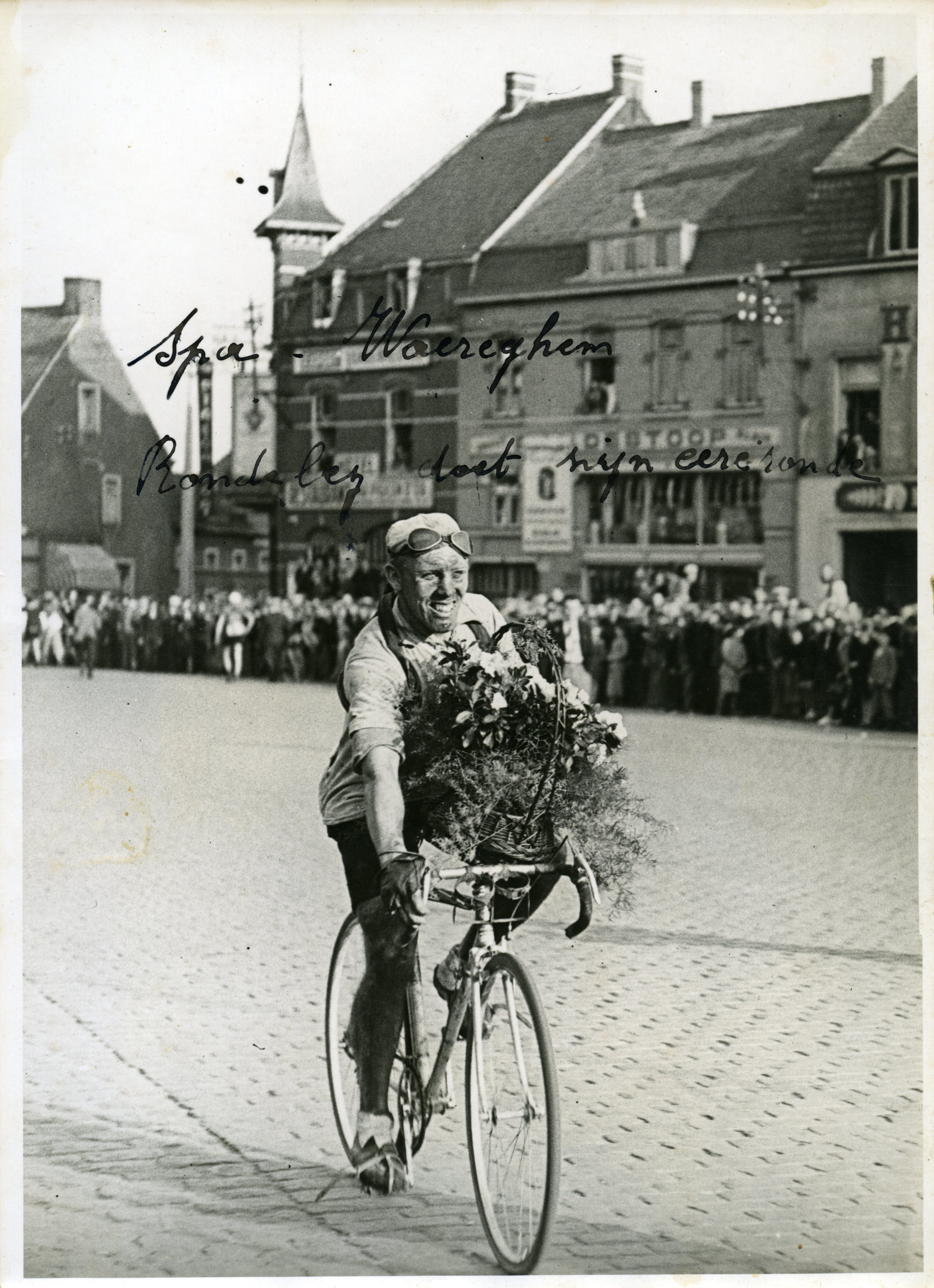
Florent Rondelé als Sieger der 2. Etappe

Dwars door Vlaanderen 1948 (deutsch: Quer durch Flandern) war die 4. Austragung des belgischen Straßenradrennens in der Region Flandern. Das Rennen fand über zwei Etappen am vom 27. bis zum 28. März 1949 über 477 Kilometer für Berufsfahrer statt. Sieger wurde André Rosseel.

## Rennverlauf
130 Radrennfahrer waren am Start des Rennens. Dwars door Vlaanderen 1948 startete mit der 1. Etappe von Waregem nach Spa über 232 Kilometer. Unter anderem wurde der Oude Kwaremont überquert. Nachdem lange drei Fahrer in Führung lagen, setzten sich Marcel Hendrickx und André Rosseel ab. Hendrickx gewann die Etappe mit geringem Vorsprung.
Die 2. Etappe führte von Spa nach Waregem über 245 Kilometer. Aus einem Feld von mehr als 40 Fahrern gewann Florent Rondelé den Zielsprint. Rosseel wurde als Etappenvierter Gesamtsieger des Rennens.

## Ergebnis
|        | Fahrer             | Team                       | Zeit           |
| ------ | ------------------ | -------------------------- | -------------- |
| Sieger | André Rosseel      | Alcyon-Dunlop              | 14:03:27 h     |
| 2.     | Mathieu Florent    |                            | + 0:46 Minuten |
| 3.     | Roger Desmet       | Bertin-Wolber              | gl. Zeit       |
| 4.     | Marcel Verschueren | Elve-Météore               | gl. Zeit       |
| 5.     | Sylvère Maes       | Metropole-Dunlop           | + 1:09 Minuten |
| 6.     | Jean Bogaerts      | Garin-Wolber               | gl. Zeit       |
| 7.     | Marcel Rijckaert   | Mercier-Hutchinson         | + 1:15 Minuten |
| 8.     | Leon Daenekindt    |                            | + 1:30 Minuten |
| 9.     | Albéric Schotte    | Alcycon-Dunlop             | gl. Zeit       |
| 10.    | René Walschot      | Dilecta-J.B. Louvet-Wolber | + 1:46 Minuten |